# アイヤール
アイヤール（ペルシャ語表記:عیاران）とは、アラブやペルシャなどのイスラーム社会西部における社会の公的な秩序とは別の非公的・民間的・私的な秩序を形成し、かつそれを維持する団体およびその構成員。すなわち欧米社会におけるマフィアや、中国社会における黒社会、日本社会におけるヤクザと類似した存在である。
アイヤールは、その支配下（なわばり）にある都市市民に以下のサービスを提供することを、少なくともその理想、原理原則、建前としていた。すなわち、王朝支配者であるスルターンやアミール、そしてその総督や徴税官、市場管理官といった公権力による、都市市民への賄賂要求や重税、暴行、侮辱などといった権利侵害（ズルムン、z'ulmun）に対抗し、それを未然に防ぎ、かつ時にはそれに報復すること。続いて、都市市民同士のけんかの仲裁や、アイヤールの中の治安紊乱者が非アイヤール都市市民（いわゆるカタギ）に権利侵害を行わないよう内部の治安を維持し、必要な場合内部の治安紊乱者をアイヤール内部で私的に制裁すること、また高級官吏や大商人といった特権支配階級の家を襲撃し、財産を強奪したうえで、それを内部で山分けするとともに一定程度非特権支配層の民衆に還元すること。以上である。アイヤールはこれらを、実際に一定程度は行っていた。そしてその見返りと称して、アイヤールはその支配下の都市市民からみかじめ料（ヒファーラトゥン、khifaaratun）を徴収した。これは、実際にはアイヤールによるその支配下の都市市民への恐喝行為でもあった。またアイヤールは公権力との武力衝突だけでなく、隣接する都市区域を支配する、他のアイヤール集団との武力衝突も行った。
アイヤールは、都市市民から、弱き（都市市民）を助け強き（特権支配階級）をくじく、自分たちの味方、小英雄、任侠の持ち主とみられる面と、恐喝や暴力、みかじめ料徴収などの権利侵害（ズルムン）を行うならず者集団とみられている面を持っていた。同時に王朝支配者からも、王朝支配を乱すならず者であると同時に、必要な際には金銭や官職や名誉でもって懐柔しその力を利用する必要のある相手であった。